# Pacific Light Cable Network
Das Pacific Light Cable Network (kurz PLCN) ist ein privates transatlantisches Telekommunikations-Seekabelsystem, welches im Januar 2022 in Betrieb genommen wurde. Es verbindet Taiwan und die Philippinen mit den Vereinigten Staaten und ist im Besitz der Google LLC und Meta Platforms. 

## Geschichte
Der Bau wurde 2016 angekündigt und von TE Subcom, einem Tochterunternehmen von TE Connectivity, geplant und durchgeführt. Das Seekabel war Ende 2018 einsatzbereit, wurde aber noch nicht zum Betrieb freigegeben. Ursprünglich war geplant worden, das Seekabel in Chinas Sonderverwaltungszone Hongkong zu landen, jedoch verweigerte die US-amerikanische Federal Communications Commission (die Bundeskommunikationskommission) die Genehmigung zur Inbetriebnahme wegen "nationalen Sicherheitsgründen". Daraufhin mussten Google und Meta ihren Plan ändern und das PLCN stattdessen in Taiwan landen, um die Zulassung der USA zu erhalten. Im Januar 2022 wurde der Betrieb genehmigt und kurz darauf aufgenommen.

## Landungspunkte
Das PLCN ermöglicht einen Datendurchsatz von insgesamt 144 Terabit pro Sekunde und hat eine Länge von etwa 11.800 Kilometern. Landungspunkte bestehen in:
1. El Segundo, Kalifornien,  Vereinigte Staaten
2. Toucheng,  Taiwan
3. Baler,  Philippinen

Das Kabel sollte ursprünglich die erste direkte Verbindung zwischen Hongkong und Kalifornien herstellen.